# كوليس بوتير هانتينغتون
كوليس بوتير هانتينغتون (بالإنجليزية: Collis Potter Huntington) هو رائد أعمال أمريكي، ولد في 22 أكتوبر 1821 في هاروينتون في الولايات المتحدة، وتوفي في 13 أغسطس 1900 في نيويورك في الولايات المتحدة.

## وصلات خارجية
- كوليس بوتير هانتينغتون على موقع الموسوعة البريطانية (الإنجليزية)